# Conrado Silva de Marco
Conrado Silva de Marco foi um compositor de música eletroacústica, nascido em Montevidéu, Uruguai, no ano de 1940. Faleceu na cidade de São Paulo em 2014. Se estabeleceu no Brasil em 1969, quando foi contratado para o cargo de professor pelo Departamento de Música da Universidade de Brasília. 

## Formação e Atuação
Defendeu seu doutorado em Arquitetura na Universidade de Brasília com a tese: 'Análise acústica de auditórios musicais depois de construídos' (2009). 
Formado em Engenharia, Composição Musical, tem especialização em acústica de ambientes - assunto sobre o qual publicou o livro 'Elementos de Acústica Arquitetônica' (Ed. Nobel, 1982), música digital e música eletroacústica. Foi aluno de nomes importantes do cenário musical do século XX como John Cage, Karlheinz Stockhausen, Pierre Boulez, entre outros. É considerado um dos precursores da música eletroacústica no Brasil. De 1994 a 2014 ocupou o cargo de Primeiro Secretário da Sociedade Brasileira de Música Eletroacústica, da qual foi membro fundador.
Tem extensa experiência como docente. Durante quinze anos, organizou, em cinco países, os Cursos Latino-Americanos de Música Contemporânea.

## Obras
Entre seus trabalhos como compositor estão:
- Antígona (1965)
- Brinquedos I (1971)

- Cor incurvatum (1972)

- Ulisses (1973)

- Celebraçao para Quatro Coros Mistos e Sintetizador (1973)

- Suíte Equus, para peça de teatro homônima de Peter Levin Shaffer (1975)

- Polaris (para voz, flauta, violão, piano, contrabaixo e sintetizador (1978)

- Natal del-Rei (1980)

- Fonoarticulações para voz (1980)

- Círculo Mágico Ritual para 20 sintetizadores (1985)

- Eixos I, para sintetizador e orquestra (1986)

- Pericón (1989)

- Galaxias II (1991)

- Espaços Habitados, ópera para voz feminina, ator e instrumentos digitais ao vivo (1994), baseada em textos do livro Galáxias de Haroldo de Campos

- Fragmentos do Apocalipse (2001)

- Fragmentos do Gênesis (2002).

## Outras fontes
https://web.archive.org/web/20100906105221/http://www.cibercultura.org.br/tikiwiki/tiki-index.php?page=Conrado+Silva
http://www.arte.unb.br/museu/conrado1.html
Elementos de Acústica Arquitetônica
http://www.acervobiblioteca.ufu.br:8000/cgi-bin/gw_46_4_2/chameleon?host=babao.dr.ufu.br%2B1111%2BDEFAULT&search=KEYWORD&function=INITREQ&SourceScreen=NEXTPAGE&sessionid=2008052505245702834&skin=default&conf=./chameleon.conf&lng=hy&itemu1=4&scant1=Elementos%20basicos%20da%20fotogrametria%20e%20sua%20utilizacao%20pratica.&scanu1=4&u1=4&t1=%0181330&pos=1&prevpos=-29&rootsearch=3&